# Schijnbare wind

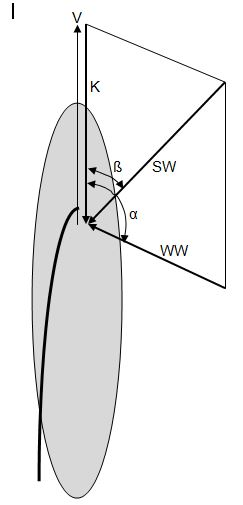
V = vaarsnelheid boot, K = kopwind, WW = ware of werkelijke wind, SW = schijnbare wind, α = invalshoek WW met scheepskoers, β = invalshoek SW met scheepskoers

De schijnbare wind is de resultante van de windsnelheid en de snelheid van bijvoorbeeld het zeil bij het zeilen of de molenwiek zelf. Deze laatste snelheid kan vele malen groter zijn dan de windsnelheid. Hierdoor kunnen bijvoorbeeld surfers sneller gaan dan de wind. Ook kan met behulp van de schijnbare wind zelfs tegen de wind ingezeild worden.
Als er bijvoorbeeld bij windstil weer gefietst wordt met een snelheid van 15 km per uur, dan is de schijnbare wind 15 km per uur.
Als bijvoorbeeld een zeilboot snelheid maakt verandert de relatieve luchtsnelheid ten opzichte van de boot. Bij een voor-de-windse koers, waarbij de wind van achter komt, is de netto windsnelheid die de boot "voelt" gelijk aan het verschil tussen wind- en bootsnelheid. Indien de boot recht tegen de wind in zou varen, is de schijnbare windsnelheid gelijk aan de som van bootsnelheid en windsnelheid. Bij andere koersen moet de snelheid van schip en wind vectorieel opgeteld worden om de schijnbare windrichting en -snelheid te bepalen. Een windvaantje boven in de mast geeft de schijnbare windrichting aan.

## Berekening van de snelheid en hoek
Met behulp van de cosinusregel:
{\displaystyle SW={\sqrt {WW^{2}+V^{2}-2*WW*Vcos(180-\alpha )}}}
{\displaystyle \,\beta =\arccos \left({\frac {V^{2}+SW^{2}-WW^{2}}{2*V*SW}}\right)\,}
Waar:
- {\displaystyle SW} = schijnbare windsnelheid
- {\displaystyle WW} = ware of werkelijke windsnelheid
- {\displaystyle V} = vaarsnelheid boot
- {\displaystyle \alpha } = invalshoek ware wind met scheepskoers in graden (0 = tegen de wind in, 180 = met de wind mee)
- {\displaystyle \beta } = invalshoek schijnbare wind met scheepskoers in graden

## Berekening en grafische impact-weergave van bovenstaande formules
- Schijnbare Wind - Interactive Toepassing - Berekening Snelheid, Hoek en  SW- windvenster

Gebruikt koers in graden, koerssnelheid en windsnelheid als input.